# LRT Opus
LRT Opus (zuvor Opus 3) ist ein litauischer Hörfunksender, dessen Programm sich vornehmlich an jugendliche Zuhörer richtet. Der Sender wurde am 1. September 2006 gegründet und erhielt am 27. Juli 2012 seinen heutigen Namen. 
In der Rotation befinden sich vor allem Titel aus alternativen Genres, die sich bei vielen anderen Radiostationen seltener oder gar nicht finden lassen. Dazu gehören viele Tracks aus dem Bereich der Electronica, des Lounge und des Techno. Im Morgenprogramm werden zudem Einspieler mit auf das jugendliche Publikum zugeschnittenen Nachrichten verwendet.

## Empfang
Unter folgenden UKW-Frequenzen ist LRT Opus empfangbar:
- 106,5 in Anykščiai
- 98,0 in Kaunas
- 91,9 in Klaipėda
- 93,7 in Panevėžys
- 87,7 in Raseiniai
- 92,6 in Rokiškis
- 90,5 in Šiauliai
- 104,2 in Tauragė
- 98,3 in Vilnius

Außerdem ist das Radio via Livestream abrufbar.